# 塞尔希奥·瓦迪利亚·卡斯蒂略
塞爾希奧·瓦迪利亞·卡斯蒂略（西班牙語：Sergio Badilla Castillo，1947年11月30日—），智利詩人，出生於瓦爾帕萊索。他是現代詩中詩的超寫實主義開創者。他被認為是受到最多北歐詩人影響的拉美詩人，例如芬蘭詩人埃迪特·索德格朗、埃尔梅尔·迪克托纽斯、帕沃·哈维科與彭蒂·萨里科斯基，以及瑞典詩人贡纳尔·埃凯洛夫、托馬斯·特朗斯特羅默與拉斯·古斯塔弗森等人。

## 生平
瓦迪利亞·卡斯蒂略於1972年自智利大學主修新聞學畢業。他也從斯德哥爾摩大學中取得了社會人類學方法論的學位。
瓦迪利亞在瑞典廣播電台工作了將近13年，擔任文化記者，進行瑞典、斯堪的納維亞、英國及美國詩作的翻譯。
由於父親是船員，影響了瓦迪利亞的遊牧習性。瓦迪利亞於待在斯堪的納維亞的20年的時間中前往歐洲、北非與中東等地區旅行。他1975年到羅馬尼亞時就非常著迷於古代瓦拉奇公國與特蘭西瓦尼亞的神話。
當他在1993年回到智利之後，他花了他大部分的時間從事記者與大學教師的工作。

## 著作
- Lower from my Branch Invandrarförlaget. 1980. Borås. Sweden. (短篇故事)
- Sign's Dwelling. Bikupa Editions. 1982. Stockholm. (詩集)
- Cantoniric. LAR Editions. 1983. Madrid. (詩集)
- Reverberations Of Aquatic Stones. Bikupa. 1985. Stockholm. (詩集)
- Terrenalis. Bikupa Editions. 1989. Stockholm. (詩集)
- Nordic Saga. Monteverdi Editions. 1996, Santiago de Chile. (詩集)
- The Fearful Gaze of the Bastard. 2003. Regional Council of Valparaiso. (詩集)
- Transrealistic Poems and Some Gospels. 2005. Aura Latina. Santiago/Stockholm. (詩集)